# استنوورده
استنوورده (به فرانسوی: Steenvoorde) یک کمون در فرانسه با جمعیت ۴٬۰۲۴ نفر است که در نور-پا-دو-کاله واقع شده‌است.